# Pseudepeolus carinatus
Pseudepeolus carinatus är en biart som först beskrevs av Roig-alsina 2003.  Pseudepeolus carinatus ingår i släktet Pseudepeolus och familjen långtungebin. Inga underarter finns listade i Catalogue of Life.